# Sötét a város / Ülök a hóban
A Sötét a város / Ülök a hóban az Omega kislemeze 1971-ből. A dalok elhangzottak a Sárika, drágám című filmben is.

## Megjelenések
- 1971 SP
- 1984 Legendás kislemezek LP
- 1992 Az Omega összes kislemeze 1967–1971 CD
- 2003 Éjszakai országút CD – bónuszdalok

## Dalok
A: Sötét a város (Presser Gábor – Adamis Anna)
B: Ülök a hóban (Presser Gábor – Adamis Anna)

## Az együttes tagjai
- Benkő László – zongora, furulya, vokál
- Kóbor János – ének
- Laux József – dob, ütőhangszerek
- Mihály Tamás – basszusgitár, vokál
- Molnár György – gitár
- Presser Gábor – orgona, vokál